# Дирикс, Андре
Андре Дирикс (нидерл. André Dierickx; род. 29 октября 1946, муниципалитет Ауденарде, провинция Восточная Фландрия, Бельгия) — бельгийский профессиональный шоссейный велогонщик в 1969-1981 годах. Победитель многодневных велогонок: Тур Пикардии, Тур Люксембурга и Тур Бельгии. Двукратный победитель классической однодневной велогонки Флеш Валонь. Победитель однодневных велогонок: Тур де Еврометрополь, Гран-при Пино Черами, Нокере Курсе, Гран-при Денена, Омлоп ван хет Хаутланд, Чемпионат Цюриха, Ле-Самен, Гран-при Валлонии, Гран-при кантона Аргау. Участник Летних Олимпийских игр 1968 года.

## Достижения
1968
1-й — Этапы 4 и 6 Тур Бельгии (любители)
1-й Тур де Еврометрополь
1-й Тур Фландрии U23
1969
1-й — Этап  3 Тур Романдии
10-й E3 Харелбеке
1970
1-й Гран-при Пино Черами
1-й Нокере Курсе
1-й — Этап  1 Grand Prix du Midi libre
1-й  Вуэльта Андалусии — Очковая классификация
2-й Гран-при Исберга
3-й Омлоп Хет Ниувсблад
3-й Амстел Голд Рейс
3-й Чемпионат Цюриха
3-й Ле-Самен
4-й Париж — Рубе
7-й Дварс дор Фландерен
9-й Флеш Валонь
1971
1-й Гран-при Денена
1-й  Тур Пикардии — Генеральная классификация
1-й — Этап 2b
1-й  Тур Люксембурга — Генеральная классификация
1-й — Этап 2
1-й Омлоп ван хет Хаутланд
1-й — Этапы 3 и 5 Критериум Дофине
2-й Гран-при Антиба
2-й Три дня Западной Фландрии
2-й Схал Селс
3-й Grand Prix du Midi libre — Генеральная классификация
7-й Схелдепрейс
1972
1-й — Этап 1 Тур Бельгии
1-й — Этап 4 Париж — Ницца
2-й Омлоп Хет Ниувсблад
2-й Тур Фландрии
2-й Париж — Рубе
2-й Схал Селс
5-й Четыре дня Дюнкерка — Генеральная классификация
6-й Амстел Голд Рейс
7-й E3 Харелбеке
8-й Милан — Сан-Ремо
10-й Супер Престиж Перно
1973
1-й Флеш Валонь
1-й Чемпионат Цюриха
5-й Джиро ди Ломбардия
6-й Эшборн — Франкфурт
10-й Тур Люксембурга — Генеральная классификация
1974
1-й Ле-Самен
1-й Гран-при Зоттегема
4-й Париж — Брюссель
6-й Париж — Рубе
6-й Четыре дня Дюнкерка — Генеральная классификация
7-й Эшборн — Франкфурт
7-й Чемпионат Цюриха
8-й Флеш Валонь
10-й Париж — Тур
1975
1-й Флеш Валонь
1-й Гран-при Валлонии
1-й Гран-при кантона Аргау
1-й — Этап 1 Tour d'Indre-et-Loire
2-й Дрёйвенкурс Оверейсе
2-й Омлоп ван хет Хаутланд
3-й Гран-при Денена
3-й Париж — Рубе
3-й Париж — Брюссель
4-й Амстел Голд Рейс
5-й Льеж — Бастонь — Льеж
6-й Эшборн — Франкфурт
6-й Тур Швейцарии — Генеральная классификация
7-й Гент — Вевельгем
7-й Омлоп Хет Ниувсблад
8-й Чемпионат Цюриха
1976
5-й Тур Бельгии — Генеральная классификация
8-й Флеш Валонь
9-й Гент — Вевельгем
10-й Тур Фландрии
1977
1-й Гран-при Антиба
1-й — Этап 1 Этуаль де Бессеж
2-й Льеж — Бастонь — Льеж
2-й Tour du Condroz
3-й Гран-при Вилворде
4-й Эшборн — Франкфурт
4-й Этуаль де Бессеж — Генеральная классификация
5-й Чемпионат Цюриха
5-й Париж — Брюссель
6-й Гент — Вевельгем
7-й Кюрне — Брюссель — Кюрне
1978
1-й  Тур Бельгии — Генеральная классификация
4-й Омлоп Хет Ниувсблад
5-й Париж — Тур
5-й Этуаль де Бессеж — Генеральная классификация
6-й Париж — Брюссель
9-й Чемпионат мира — Групповая гонка (проф.)
10-й Три дня Де-Панне — Генеральная классификация
1979
1-й — Пролог (КГ) Вуэльта Андалусии
1-й — Этап 1  (КГ) Тур Бельгии
1-й — Этап 8 Тур Швейцарии
2-й Париж — Брюссель
1980
9-й Кюрне — Брюссель — Кюрне
1981
2-й Три дня Де-Панне — Генеральная классификация

## Статистика выступлений

### Гранд-туры
| Гранд-тур                 | 1972 | 1973 | 1974 | 1975 | 1976 | 1977 | 1978 | 1979 |
| ------------------------- | ---- | ---- | ---- | ---- | ---- | ---- | ---- | ---- |
| Джиро д’Италия            | —    | 40   | —    | —    | —    | —    | —    | —    |
| Тур де Франс              | НФ   | —    | 55   | —    | —    | —    | —    | НФ   |
| (c 2010 ) Вуэльта Испании | —    | —    | —    | —    | —    | —    | —    | —    |

| —  | Не участвовал  |
| НФ | Не финишировал |